# 169 (عدد)
169 هو عدد صحيح. طبيعي بين 168 و170

## في الرياضيات

### خصائص
- 169عدد فردي
- 169مربع كامل
- 169عدد ناقص
- 169 عدد مضلعي (...)